# VTB Arena
VTB Arena (russisk: ВТБ Арена) er et sportskompleks bestående af et fodboldstadion og en multifunktionsarena beliggende i Moskva, Rusland. Arenaen er hjemmebane for fodboldklubben FK Dynamo Moskva og ishockeyklubben HK Dynamo Moskva.

## Historie
I 2008 blev FK Dynamo Moskvas hjemmebane, Dynamo Stadion fra 1928, revet ned. Indtil færdiggørelsen af den nye arena spillede FK Dynamo Moskva sine hjemmekampe i Arena Khimki.
Det oprindelige koncept for en ny arena blev præsenteret i 2010, inden Rusland officielt bød på værtskabet for VM i fodbold 2018. Planen var, at der skulle være plads til en nyt fodboldstadion og en sportshal på det historiske Dynamo Stadions areal. Fodboldstadionet skulle have plads til 45.000 tilskuere og hallen 12.770 tilskuerpladser.
I 2011-12 blev projektet nedskaleret, fordi arenaen ikke blev valgt som spillested til VM i fodbold 2018, hvilket betød en reducering af tilskuerkapaciteten på fodboldstadionet til under 30.000.
I september 2018 bekræftede kreditinstituttet VTB en sponsorkontrakt med det nye sportskompleks, der løb i fire år indtil 31. juli 2022 med en værdi af 2,4 milliarder rubler (ca. 32,1 mio. euro). Åbningsdatoen måtte flere gange flyttes pga. forsinkelser på byggeriet. Oprindeligt var 22. oktober 2017 fastsat som åbningsdag, fordi det var Dynamos målmandslegende Lev Jasjins fødselsdag.
Ishallen blev åbnet den 4. januar 2019 med en kamp mellem HK Dynamo Moskva og Avtomobilist Jekaterinburg foran 10.797 tilskuere.
Den 17. februar 2019 var arenaen vært for all star-kampen i basketballligaen VTB United League.

## Tilskuerkapaciteter
- Stadion:
  - 26.121 pladser (fodbold)[1]
  - 33.000 pladser (koncerter)
- Halle:
  - 10.800 pladser (ishockey)
  - 12.245 pladser (basketball
  - 13.000 pladser (boksning)
  - 13.000 pladser (koncerter)

## Galleri
- Det historiske Dynamo Stadion (november 2008).
- Model af VTB Arena.
- Byggepladsen i juli 2016. Til højre: hallen. Til venstre: stadion.
- Byggepladsen i november 2016.
- Fodboldstadion set indefra i december 2018.
- Multiarenaen med isfladen i december 2018.
- KHL-kamp mellem HK Dynamo Moskva og Dinamo Riga den 6. januar 2019.